# Gifu
Gifu (Nhật: 岐阜県 (Kì Phụ Huyện) Hepburn: Gifu-ken) là một tỉnh nằm ở tiểu vùng Tokai, vùng Chūbu, vị trí trung tâm của Nhật Bản. Trung tâm hành chính là thành phố Gifu.

## Địa lý
Là một trong vài tỉnh nằm hoàn toàn trong đất liền, tỉnh Gifu có ranh giới với 7 tỉnh là: Aichi, Fukui, Ishikawa, Mie, Nagano, Shiga và Toyama.
Vùng Hida ở phía Bắc bị chiếm lĩnh bởi những ngọn núi cao, bao gồm cả Alps Nhật Bản. Vùng Mido ở phía Nam phần lớn được bồi đắp bởi sự phì nhiêu của đồng bằng Nōbi, một vùng đồng bằng lớn với đất có thể trồng trọt được. Phần lớn cư dân tỉnh Gifu sống ở phía Nam tỉnh, gần thành phố Nagoya.

## Lịch sử
Tỉnh Gifu bao gồm hai tỉnh cũ là Tỉnh Hida và Mino. Tên của tỉnh được lấy từ tên thành phố của nó, thành phố này được đặt tên bởi Oda Nobunaga trong suốt chiến dịch thống nhất toàn Nhật Bản của ông năm 1567. Về phương diện lịch sử, nó đã từng là trung tâm chế tạo kiếm của toàn nước Nhật, với Seki là nơi nổi tiếng nhất về chế tạo Kiếm toàn Nhật Bản. Gần đây hơn thì điểm mạnh của nơi này là nghiên cứu vũ trụ (Kakamigahara).

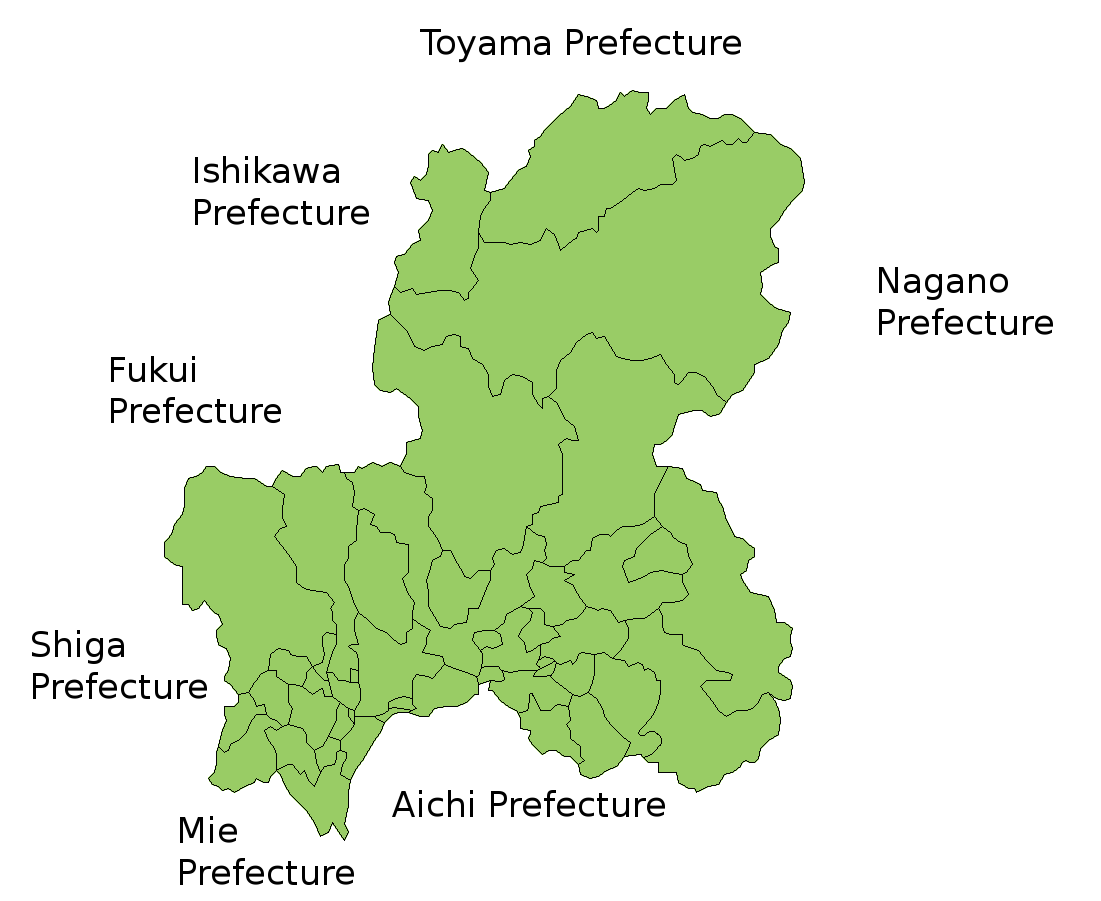
Bản đồ tỉnh Gifu.

## Hành chính

### Những thành phố
21 thành phố được đặt ở tỉnh Gifu:
| - Ena - Gero - Gifu (thủ phủ) - Gujō - Hashima - Hida - Kakamigahara | - Kani - Kaizu - Mino - Minokamo - Mizuho - Mizunami - Motosu | - Nakatsugawa - Ōgaki - Seki - Tajimi - Takayama - Toki - Yamagata |

### Thị trấn và làng mạc
Thị trấn và làng mạc ở mỗi vùng
| - Anpachi Gun Anpachi Gōdo Wanouchi - Fuwa Gun Sekigahara Tarui - Hashima Gun Ginan Kasamatsu | - Ibi Gun Ibigawa Ikeda Ōno - Kamo Gun Hichisou Higashishirakawa Kawabe Sakahogi Shirakawa Tomika Yaotsu | - Kani Gun Mitake - Motosu Gun Kitagata - Ōno Gun Shirakawa - Yōrō Gun Yōrō |

## Kinh tế
Kinh tế tỉnh Gifu bao gồm rất nhiều ngành công nghiệp truyền thống như nông nghiệp và làm gỗ. Ngoài ra còn có các ngành công nghiệp chế tạo mở rộng từ khu vực Nagoya, như công nghiệp vũ trụ hay công nghiệp ô tô.

## Văn hóa
Gifu đã từng tổ chức giải đua thuyền thế giới năm 2005

## Giáo dục
Đại học quốc lập Gifu